# Namdalseid

Wappen der Kommune Namdalseid

Namdalseid ist ein Ort und eine ehemalige norwegische Kommune im Fylke Trøndelag mit 1576 Einwohnern (Stand 1. Januar 2019) auf einer Fläche von 769,54 km². Der Sitz der Verwaltung war in der gleichnamigen Ortschaft. Im Zuge der Kommunalreform in Norwegen wurden Namdalseid und Fosnes zum 1. Januar 2020 mit Namsos zusammengelegt.
Die Kommunennummer war 5040.

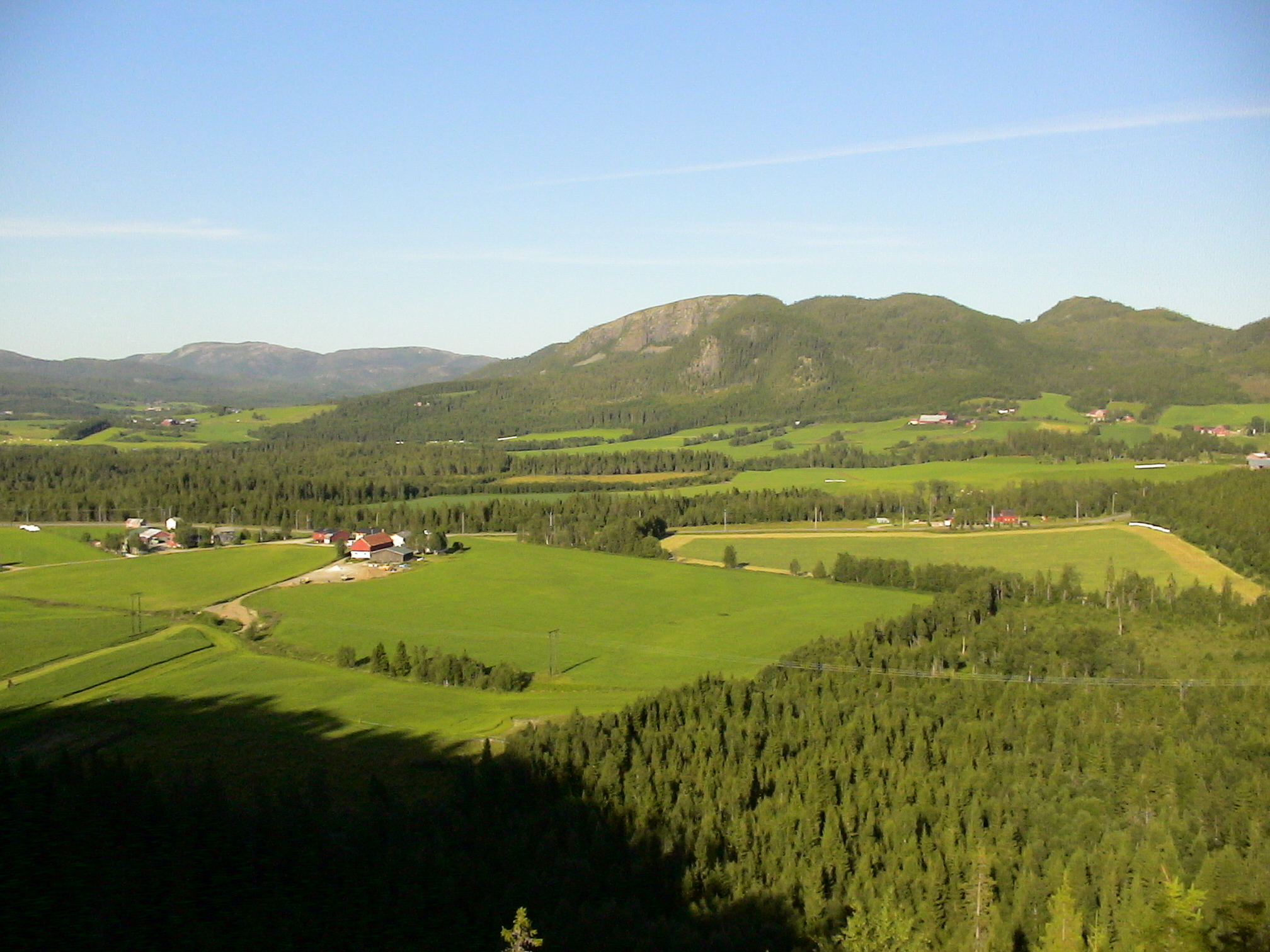
Namdalseid, Landschaft
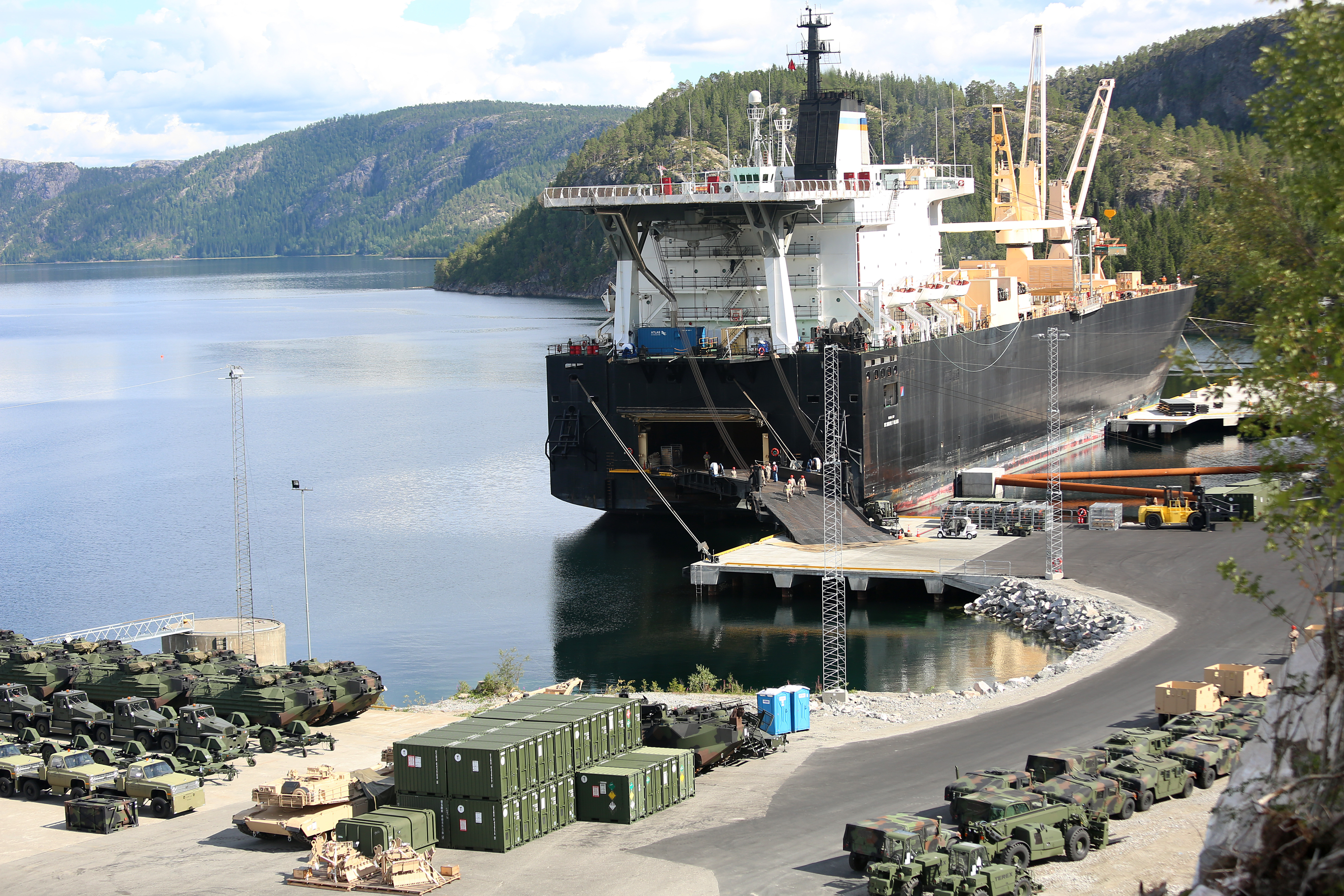
Modernisierung in Namdalseid
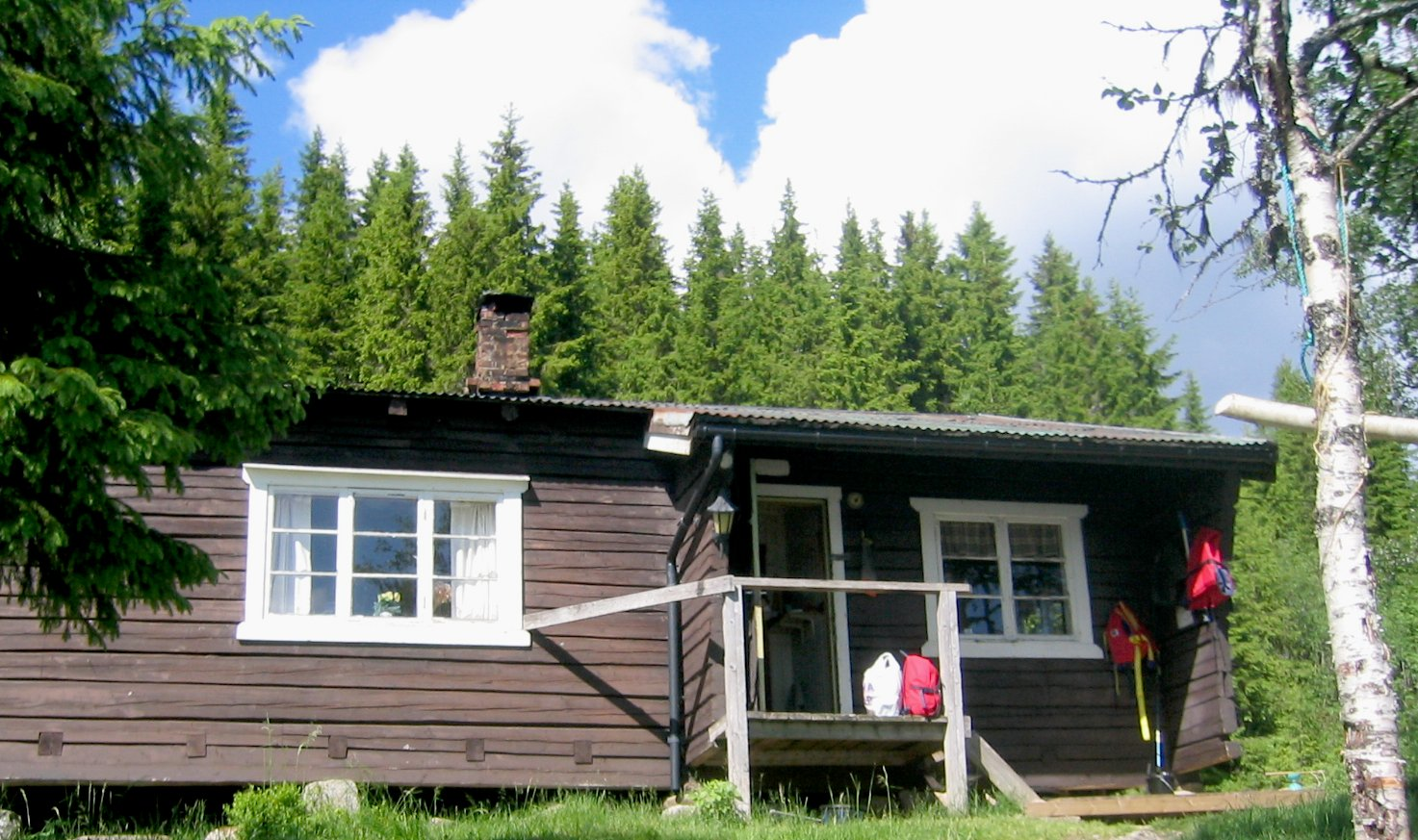
Holzhaus in Namdalseid
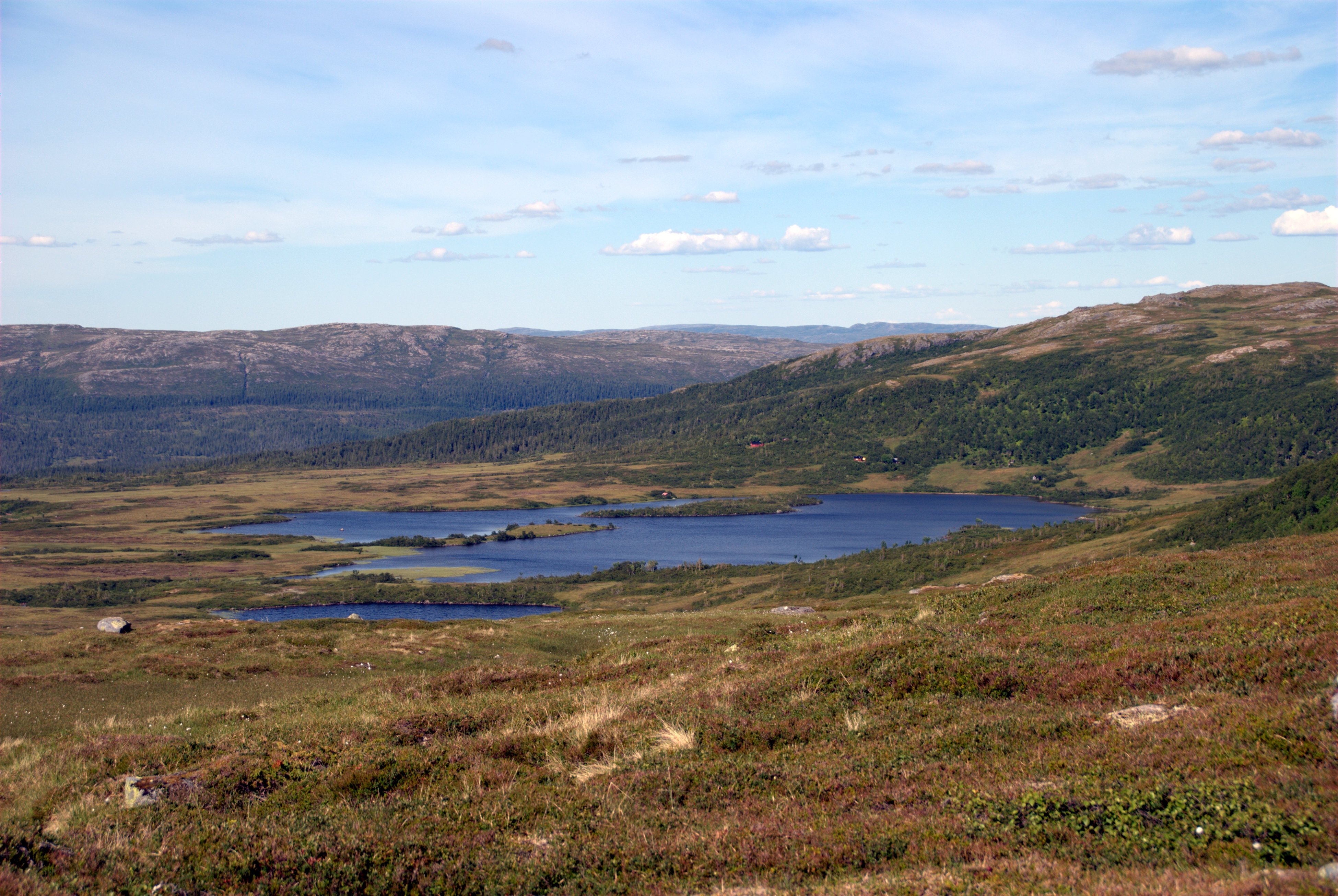
Binnengewässer in Namdalseid
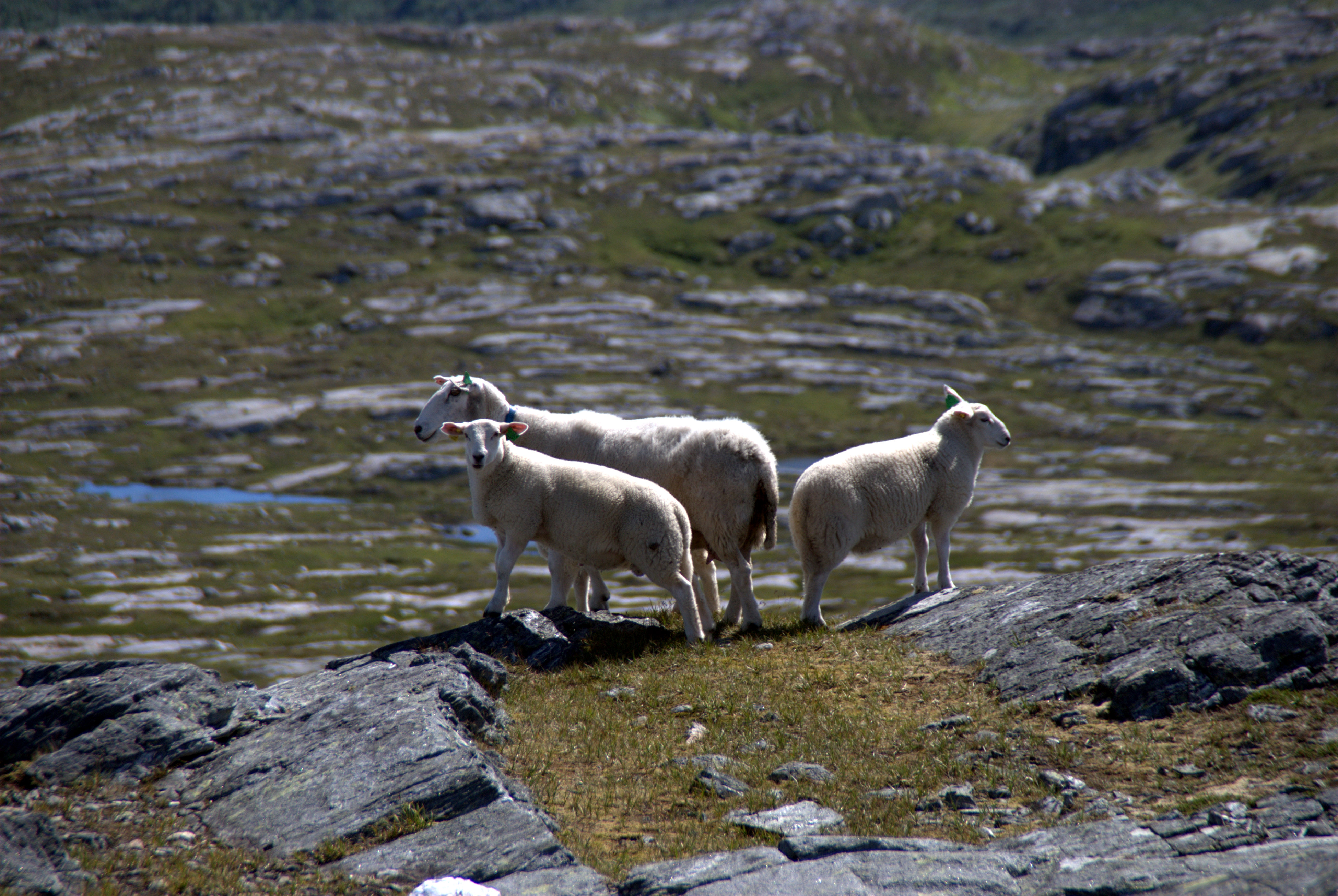
Schafhaltung in der Gemeinde Namdalseid

In der Ortschaft Namdalseid ist 1976 der norwegische Schriftsteller und Journalist Bår Stenvik geboren worden.